# Сельское поселение Сорум
Сельское поселение Сорум — муниципальное образование. Территория сельского поселения входит в состав Белоярского района, Ханты-Мансийского автономного округа — Югры, Россия. Административным центром сельского поселения является посёлок Сорум.
Сельское поселение Сорум является муниципальным образованием Ханты-Мансийского автономного округа — Югры наделенным статусом сельского поселения, в соответствии с законом Ханты-Мансийского автономного округа — Югры от 25 ноября 2004 года № 63-оз «О статусе и границах муниципальных образований Ханты-Мансийского автономного округа — Югры».